# Verjnenikoláyevskoye
Verjnenikoláyevskoye (del ruso: Верхнениколаевское) es un seló del distrito de Ádler de la unidad municipal de la ciudad-balneario de Sochi, en el krai de Krasnodar de Rusia, en el sur del país (Cáucaso occidental). Está situado entre los arroyos Rechuja Lapteva y Stariki, afluentes del río Kudepsta, 18 km al sureste de Sochi y 185 al sureste de Krasnodar. Tenía 1.015 habitantes en 2010.
Pertenece al municipio Kudepstinski.